# 努里斯兰·萨纳耶夫
努里斯兰-阿尔塔斯·瓦连京诺维奇·萨纳耶夫（俄语：Нурислам-Артас Валентинович Санаев，1991年2月9日—），原名阿尔塔斯·瓦连京诺维奇·萨纳（俄语：Артас Валентинович Санаа），归化哈萨克斯坦男子摔跤运动员，2014年由俄罗斯籍转为哈萨克斯坦籍。努里斯兰·萨纳耶夫出生于苏联图瓦共和国恰丹，是图瓦人后裔。

## 运动生涯
阿尔塔斯·萨纳生于苏联图瓦共和国恰丹。2009年，萨纳进入西伯利亚联邦大学体育系就读，在高级体育技术学院师从两届世界冠军维克托·彼得罗维奇·阿列克谢耶夫。2012年的伊万·亚雷金摔跤比赛上，萨纳首次在国际比赛亮相，取得第三名。他代表俄罗斯参加了一些重要赛事，曾赢得银牌。
2014年，俄罗斯与哈萨克斯坦签订协议，决定阿尔塔斯·萨纳今后代表哈萨克斯坦参加比赛。2015年，他在哈萨克斯坦总统杯上夺得铜牌，还在世界摔跤锦标赛夺得第5名，成为该项目哈萨克斯坦唯一有资格参加2016年夏季奧林匹克運動會的选手。里约奥运会前，他排名世界第8位。奥运会前，他把姓名改为哈萨克斯坦式的努里斯兰·萨纳耶夫。2016年夏季奧林匹克運動會摔跤男子自由式57公斤級比賽上，萨纳耶夫仅取得第12名，没有赢得奖牌。在印度新德里举办的2017年亞洲角力錦標賽上，萨纳耶夫赢得57公斤级铜牌。一年后，在吉尔吉斯斯坦比什凯克举办的2018年亞洲角力錦標賽57公斤级比赛中，萨纳耶夫赢得金牌。同年在布达佩斯举办的世界摔跤锦标赛上，萨纳耶夫夺得银牌。